# Graham Hill
Norman Graham Hill (Hampstead, 1929. február 15. – 1975. november 29.) brit autóversenyző, az 1962-es és 1968-as Formula–1 világbajnoka. Az első és eddig egyetlen autóversenyző, aki a Formula–1 világbajnokságot, a Le Mans-i 24 órás versenyt és az indianapolisi 500 mérföldes futamot is megnyerte. Ötször győzött a monacói nagydíjon, amit csak Ayrton Senna szárnyalt túl, valamint Michael Schumacher állított be.

## Fiatalkora
A második világháború kitörésekor családja Londonba költözött, itt töltötte később ifjúságát. Bátyja jelentkezett a Királyi Légierőhöz, Graham pedig öccsével és édesanyjával Londonban maradt. 1946-ban, tizenhat évesen szerszámkészítő tanonc lett az S. Smith & Sons cégnél, ahonnan a vállalat iskolájába küldték Cheltenhambe.

## Formula–1
Pályafutása meglehetősen későn, 30 éves korában kezdődött. Az 1950-es évek végén jelentkezett szerelőnek a Lotus csapathoz. 1960-ban igazolt a BRM csapathoz, ahol 1962-ben világbajnok lett. 1967-ben versenyzőként visszatért a Lotus csapathoz. Az 1968-as évben a csapat hihetetlen megrázkódtatáson ment keresztül. 3 pilótájából 2 életét vesztette. Jim Clark a német nagydíjon, Mike Spence Indianapolisban vesztette életét. Hill azonban lelket öntött a csapatba, s ennek köszönhetően megszerezte második világbajnoki címét. A következő évben a Lotus autói nagyon veszélyesek voltak, Hill két komoly balesetet szenvedett. A spanyol nagydíjon Jochen Rindttel ütközött, Amerikában a falnak rohant és eltörte a lábait. Karrierje itt komoly fordulatot vett. A következő évben 41 éves volt, de esze ágában nem volt visszavonulni, annak ellenére, hogy tudta, karrierje már egyáltalán nem tartogat sikereket. 1972-ben sikerült győznie a Le Mans-i 24 órás versenyen, és ezzel megszerezte a korban jelentősnek számító "Triple Crown"-t, amit azok a pilóták kapnak, akik győzelmet aratnak az Indianapolis-i 500 mérföldes versenyen, a Le Mans-i 24 órás versenyen, illetve a monacói nagydíjon. 1973-ban A Lola illetve a Shadow csapatok egyesítésével saját csapatot alapított Embassy Hill néven. Itt versenyzett 1975-ös visszavonulásáig.

## Családja
1955-ben vette feleségül Bette-t. Két lányuk – Brigitte és Samantha – és egy fiuk – a későbbi Formula–1 világbajnok Damon – született.

## Halála
1975 augusztusában bejelentette visszavonulását, így már csak nézőként volt jelen Paul Ricard-pályán, egy edzésen november 29-én. Az edzés végeztével fiatal versenyző barátjával, Tony Brise-zel és baráti társaságával, saját repülőjén indult haza Angliába. Ködös este volt, elnavigálták magukat és London közelében lezuhantak. Minden utas szörnyethalt.

## Teljes Formula–1-es eredménysorozata
(Táblázat értelmezése)

(Félkövér: pole-pozícióból indult; dőlt: leggyorsabb kört futott) 

| Év   | Csapat  | 1      | 2      | 3      | 4      | 5      | 6      | 7      | 8      | 9      | 10     | 11     | 12     | 13     | 14     | 15     | Helyezés | Pont    |
| ---- | ------- | ------ | ------ | ------ | ------ | ------ | ------ | ------ | ------ | ------ | ------ | ------ | ------ | ------ | ------ | ------ | -------- | ------- |
| 1958 | Lotus   | ARG    | MON Ki | NED Ki | 500    | BEL Ki | FRA Ki | GBR Ki | GER Ki | POR Ki | ITA 6  | MOR 16 |        |        |        |        | 24.      | 0       |
| 1959 | Lotus   | MON Ki | 500    | NED 7  | FRA Ki | GBR 9  | GER Ki | POR Ki | ITA Ki | USA    |        |        |        |        |        |        | 25.      | 0       |
| 1960 | BRM     | ARG Ki | MON 7  | 500    | NED 3  | BEL Ki | FRA Ki | GBR Ki | POR Ki | ITA    | USA Ki |        |        |        |        |        | 15.      | 4       |
| 1961 | BRM     | MON Ki | NED 8  | BEL Ki | FRA 6  | GBR Ki | GER Ki | ITA Ki | USA 5  |        |        |        |        |        |        |        | 16.      | 3       |
| 1962 | BRM     | NED 1  | MON 6  | BEL 2  | FRA 9  | GBR 4  | GER 1  | ITA 1  | USA 2  | RSA 1  |        |        |        |        |        |        | 1.       | 42 (52) |
| 1963 | BRM     | MON 1  | BEL Ki | NED Ki | FRA 3  | GBR 3  | GER Ki | ITA 16 | USA 1  | MEX 4  | RSA 3  |        |        |        |        |        | 2.       | 29      |
| 1964 | BRM     | MON 1  | NED 4  | BEL 5  | FRA 2  | GBR 2  | GER 2  | AUT Ki | ITA Ki | USA 1  | MEX 11 |        |        |        |        |        | 2.       | 39 (41) |
| 1965 | BRM     | RSA 3  | MON 1  | BEL 5  | FRA 5  | GBR 2  | NED 4  | GER 2  | ITA 2  | USA 1  | MEX Ki |        |        |        |        |        | 2.       | 40 (47) |
| 1966 | BRM     | MON 3  | BEL Ki | FRA Ki | GBR 3  | NED 2  | GER 4  | ITA Ki | USA Ki | MEX Ki |        |        |        |        |        |        | 5.       | 17      |
| 1967 | Lotus   | RSA Ki | MON 2  | NED Ki | BEL Ki | FRA Ki | GBR Ki | GER Ki | CAN 4  | ITA Ki | USA 2  | MEX Ki |        |        |        |        | 7.       | 15      |
| 1968 | Lotus   | RSA 2  | ESP 1  | MON 1  | BEL Ki | NED 9  | FRA Ki | GBR Ki | GER 2  | ITA Ki | CAN 4  | USA 2  | MEX 1  |        |        |        | 1.       | 48      |
| 1969 | Lotus   | RSA 2  | ESP Ki | MON 1  | NED 7  | FRA 6  | GBR 7  | GER 4  | ITA 9  | CAN Ki | USA Ki | MEX    |        |        |        |        | 7.       | 19      |
| 1970 | Lotus   | RSA 6  | ESP 4  | MON 5  | BEL Ki | NED Hn | FRA 10 | GBR 6  | GER Ki | AUT    | ITA Vi | CAN Hn | USA Ki | MEX Ki |        |        | 13.      | 7       |
| 1971 | Brabham | RSA 9  | ESP Ki | MON Ki | NED 10 | FRA Ki | GBR Ki | GER 9  | AUT 5  | ITA Ki | CAN Ki | USA 7  |        |        |        |        | 21.      | 2       |
| 1972 | Brabham | ARG Ki | RSA 6  | ESP 10 | MON 12 | BEL Ki | FRA 10 | GBR Ki | GER 6  | AUT Ki | ITA 5  | CAN 8  | USA 11 |        |        |        | 15.      | 4       |
| 1973 | Hill    | ARG    | BRA    | RSA    | ESP Ki | BEL 9  | MON Ki | SWE Ki | FRA 10 | GBR Ki | NED Hn | GER 13 | AUT Ki | ITA 14 | CAN 16 | USA 13 | 26.      | 0       |
| 1974 | Hill    | ARG Ki | BRA 11 | RSA 12 | ESP Ki | BEL 8  | MON 7  | SWE 6  | NED Ki | FRA 13 | GBR 13 | GER 9  | AUT 12 | ITA 8  | CAN 14 | USA 8  | 18.      | 1       |
| 1975 | Hill    | ARG 10 | BRA 12 | RSA NK | ESP    | MON NK | BEL    | SWE    | NED    | FRA    | GBR    | GER    | AUT    | ITA    | USA    |        | 28.      | 0       |

## Külső hivatkozások
- Profilja a grandprix.com honlapon (angolul)